# Władysław Żeleński
Władysław Marcjan Mikołaj Żeleński, né le 6 juillet 1837 à Grodkowice, dans la Voïvodie de Petite-Pologne – mort le 23 janvier 1921 à Cracovie, est un compositeur, pianiste et organiste polonais. Il était le père de l’écrivain Tadeusz Boy-Żeleński.

## Biographie
Il s'intéresse à la musique de chambre très tôt. 
Il commence ses études de piano à Cracovie sous la direction de Kazimierz Wojciechowski et  de Jan Germasz. Plus tard, il poursuit ses études de composition sous la tutelle de Franciszek Mirecki. En 1857, il suit des études de philosophie à l'université Jagellonne. Après des études de piano avec Alexander Dreyschock et d'orgue et composition avec Josef Krejči il décroche un doctorat en philosophie à l'Université Charles de Prague en 1862. À Paris, Napoléon Henri Reber est son professeur au conservatoire, ainsi que par Bertold Damcke.
Au cours de ses études secondaires, il écrit deux quatuors et un trio qui n'ont cependant pas survécu à notre époque. Plus tard, il compose des pièces de musique de chambre : Sextuor en do majeur, op. 9 et Wariacje na temat własny (Variations sur un thème original), op. 29 Żeleński. Ce dernier est créé pendant ses études à Prague.
De retour en Pologne, il donne son premier concert en janvier 1871 à Cracovie. La même année, il épouse Wanda Grabowska. Installé à Varsovie, en 1878 il est nommé directeur artistique de la Société de musique de Varsovie. Il est cofondateur du Conservatoire de la Société de musique de Cracovie (1887) dont il occupe le poste de directeur jusqu'à sa mort. Enseignant dl'orgue et de théorie musicale, parmi ses élèves figurent Zygmunt Stojowski, Roman Statkowski et Henryk Opieński. Il est également l'auteur de plusieurs manuels.
Il est le père du médecin et écrivain Tadeusz Boy-Żeleński.

## Style
Reconnu pour ses opéras adaptés d'auteurs de la littérature polonaise comme Adam Mickiewicz et Juiliusz Słowacki entre autres, il est influencé par le folklore polonais, particulièrement les mazurkas et les krakoviaks.

## Œuvres
Opéras
- Konrad Wallenrod (1885), d'après le poème historique homonyme d'Adam Mickiewicz
- Goplana (1896), d'après la pièce Balladyna de Juliusz Słowacki
- Janek (1900)
- Stara baśń (1907), d'après le roman historique homonyme de Józef Ignacy Kraszewski

Symphonies
- W Tatrach (Dans les montagnes Tatra), overture, op. 27
- Echa leśne (Echos de la foret), ouverture
- Suita tańców polskich (Suite de danses polonaises), op. 47
- Symfonie lesne (Symphonie du printemps), op. 41
- Polonez koncertowy (Concert polonais)
- Trauerklänge, Elegisches Andante, op. 36

Œuvres concertantes
- Koncert a-moll pour piano
- Romance pour violoncelle et orchestre, op. 40

Musique de chambre
- Piano Quartet en C minor, op. 61
- Piano Trio en E major, op. 22
- Romance pour violon et piano, op. 16
- Sonata en F major pour violin and piano, op. 30
- String Quartet en F major, op. 28
- String Quartet en A major, op. 42
- Wariacje na temat własny (Variations sur un thème original) pour quator de cordes, op. 21 (1883)

Piano et orgue
- 2 mazurkas pour piano, op. 31
- 25 préludes pour orgue, op. 38
- Marsz uroczysty (marche cérémoniale) pour piano, op. 44
- Rêverie pour piano, op. 48

Mélodies
Władysław Żeleński a écrit plus de 100 mélodies, parmi lesquelles :
- Na Anioł Pański
- Słowiczku mój
- Zaczarowana królewna

## Publications
- Nauka harmonii i pierwszych zasad kompozycji (La théorie de l'harmonie et les principes de composition), 1877.
- Nauka elementarna zasad muzyki (La théorie et les principes de la musique), 1897.

## Source
- (en) Cet article est partiellement ou en totalité issu de l’article de Wikipédia en anglais intitulé « Władysław Żeleński (musician) » (voir la liste des auteurs).